# Nationalliga A (Elektrorollstuhl-Hockey) 2021/22
Die Saison 2021/22 war die achte Saison der Nationalliga A im Powerchair-Hockey in der Schweiz. Mit Torpedo Turicum und der Swiss Selection spielen zwei neue Mannschaften in der Obersten Spielklasse. Torpedo Turicum besteht aus den Spielern vom mehrfachen Deutschen Meister Torpedo Ladenburg. Die Swiss Selection ist eine zusammengestellte Nachwuchsmannschaft aus verschieden anderen Mannschaften. Die Nationalliga B spielt wegen der grossen Anzahl von Mannschaften in zwei Gruppen und spielt am Schluss eine Finalrunde.

## Spieltag NLA
| 1. Spieltag 4. September 2021 Bern |   |                      |      |
| Rolling Thunder Bern               | – | Swiss Selection      | 7:3  |
| Torpedo Turicum                    | – | Iron Cats Zürich     | 1:11 |
| Iron Cats Zürich                   | – | Swiss Selection      | 13:2 |
| Torpedo Turicum                    | – | Rolling Thunder Bern | 7:9  |
| Swiss Selection                    | – | Torpedo Turicum      | 0:11 |
| Iron Cats Zürich                   | – | Rolling Thunder Bern | 7:6  |

| 2. Spieltag 20. November 2021 Wallisellen |   |                      |      |
| Rolling Thunder Bern                      | – | Swiss Selection      | 15:6 |
| Torpedo Turicum                           | – | Iron Cats Zürich     | 5:2  |
| Iron Cats Zürich                          | – | Swiss Selection      | 9:1  |
| Torpedo Turicum                           | – | Rolling Thunder Bern | 8:6  |
| Swiss Selection                           | – | Torpedo Turicum      | 2:14 |
| Iron Cats Zürich                          | – | Rolling Thunder Bern | 14:1 |

| 3. Spieltag 10. April 2022 Nottwil |   |                      |      |
| Rolling Thunder Bern               | – | Swiss Selection      | 12:6 |
| Torpedo Turicum                    | – | Iron Cats Zürich     | 7:7  |
| Iron Cats Zürich                   | – | Swiss Selection      | 14:0 |
| Torpedo Turicum                    | – | Rolling Thunder Bern | 12:6 |
| Swiss Selection                    | – | Torpedo Turicum      | 2:9  |
| Iron Cats Zürich                   | – | Rolling Thunder Bern | 16:5 |

| 4. Spieltag 14. Mai 2022 Bern |   |                      |      |
| Rolling Thunder Bern          | – | Swiss Selection      | 16:8 |
| Torpedo Turicum               | – | Iron Cats Zürich     | 1:2  |
| Iron Cats Zürich              | – | Swiss Selection      | 11:2 |
| Torpedo Turicum               | – | Rolling Thunder Bern | 19:4 |
| Swiss Selection               | – | Torpedo Turicum      | 3:15 |
| Iron Cats Zürich              | – | Rolling Thunder Bern | 13:3 |

### Tabelle NLA
| Pl.                 | Verein                  | Sp. | S  | U | N  | Tore    | Diff. | Punkte |
| ------------------- | ----------------------- | --- | -- | - | -- | ------- | ----- | ------ |
| 1.                  | Iron Cats Zürich (M, C) | 12  | 10 | 1 | 1  | 119:340 | +85   | 31     |
| 2.                  | Torpedo Turicum         | 12  | 8  | 1 | 3  | 108:560 | +52   | 25     |
| 3.                  | Rolling Thunder Bern    | 12  | 5  | 0 | 7  | 092:128 | −36   | 15     |
| 4.                  | Swiss Selection         | 12  | 0  | 0 | 12 | 035:146 | −111  | 0      |
| Stand: 14. Mai 2022 |                         |     |    |   |    |         |       |        |

| Legende | Legende                                 |
| ------- | --------------------------------------- |
| (M)     | amtierender Schweizer Meister           |
| (C)     | Schweizer Cup-Sieger der letzten Saison |

### Torschützen NLA
| Pl.    | Name               | Team                 | Tore |
| ------ | ------------------ | -------------------- | ---- |
| 01.    | Jan Schäublin      | Rolling Thunder Bern | 66   |
| 02.    | Manuel Melder      | Iron Cats Zürich     | 56   |
| 03.    | Nelson Braillard   | Torpedo Turicum      | 55   |
| 04.    | Dominik Zenhäuser  | Iron Cats Zürich     | 52   |
| 05.    | Elia Chiaravelle   | Swiss Selection      | 28   |
| 06.    | Lukas Kankanam     | Torpedo Turicum      | 24   |
| 07.    | Stefan Müller      | Rolling Thunder Bern | 23   |
| 08.    | Veronica Conceicao | Torpedo Turicum      | 21   |
| 09.    | Paul Emmering      | Torpedo Turicum      | 7    |
|        | Noe Spirig         | Iron Cats Zürich     | 7    |
| 11.    | José Schnider      | Swiss Selection      | 5    |
| 12.    | Dave Inhelder      | Iron Cats Zürich     | 4    |
| 13.    | Daniel Rolli       | Rolling Thunder Bern | 2    |
|        | Susanne Henzmann   | Swiss Selection      | 2    |
|        | Jörg Diehl         | Torpedo Turicum      | 2    |
| 16.    | Simone Leuenberger | Rolling Thunder Bern | 1    |
| Quelle |                    |                      |      |

## Spieltag NLB Gruppe 1
| 1. Spieltag 18. September 2021 Nottwil |   |                        |      |
| Lucerne Sharks                         | – | Red Eagles Basel A     | 5:4  |
| Whirldrivers Lausanne                  | – | Iron Cats Youngsters A | 3:5  |
| Iron Cats Youngster A                  | – | Lucerne Sharks         | 2:0  |
| Red Eagles Basel A                     | – | Whirldrivers Lausanne  | 11:0 |
| Iron Cats Youngster A                  | – | Red Eagles Basel A     | 0:2  |
| Lucerne Sharks                         | – | Whirldrivers Lausanne  | 5:1  |

| 2. Spieltag 30. April 2022 Yverdon |   |                        |      |
| Lucerne Sharks                     | – | Red Eagles Basel A     | 1:10 |
| Whirldrivers Lausanne              | – | Iron Cats Youngsters A | 0:2  |
| Iron Cats Youngster A              | – | Lucerne Sharks         | 3:2  |
| Red Eagles Basel A                 | – | Whirldrivers Lausanne  | 7:0  |
| Iron Cats Youngster A              | – | Red Eagles Basel A     | 1:3  |
| Lucerne Sharks                     | – | Whirldrivers Lausanne  | 4:1  |

### Tabelle NLB Gruppe 1
| Pl.                   | Verein                | Sp. | S | U | N | Tore    | Diff. | Punkte |
| --------------------- | --------------------- | --- | - | - | - | ------- | ----- | ------ |
| 1.                    | Red Eagles Basel A    | 6   | 5 | 0 | 1 | 037:700 | +30   | 15     |
| 2.                    | Iron Cats Youngster A | 6   | 4 | 0 | 2 | 013:100 | +3    | 12     |
| 3.                    | Lucerne Sharks        | 6   | 3 | 0 | 3 | 017:210 | −4    | 09     |
| 4.                    | Whirldrivers Lausanne | 6   | 0 | 0 | 6 | 005:340 | −29   | 0      |
| Stand: 30. April 2022 |                       |     |   |   |   |         |       |        |

## Spieltag NLB Gruppe 2
| 1. Spieltag 19. März 2022 Lenzburg |   |                        |      |
| Zeka Rollers                       | – | Red Eagles Basel B     | 13:1 |
| Green Lightning SG                 | – | Iron Cats Youngsters B | 1:3  |
| Red Eagles Basel B                 | – | Green Lightning SG     | 1:4  |
| Iron Cats Youngster B              | – | Zeka Rollers           | 0:16 |
| Zeka Rollers                       | – | Green Lightning SG     | 11:1 |
| Red Eagles Basel B                 | – | Iron Cats Youngster B  | 2:3  |

| 2. Spieltag 3. April 2022 Lenzburg |   |                        |      |
| Zeka Rollers                       | – | Red Eagles Basel B     | 10:0 |
| Green Lightning SG                 | – | Iron Cats Youngsters B | 1:4  |
| Red Eagles Basel B                 | – | Green Lightning SG     | 2:2  |
| Iron Cats Youngster B              | – | Zeka Rollers           | 0:10 |
| Zeka Rollers                       | – | Green Lightning SG     | 13:1 |
| Red Eagles Basel B                 | – | Iron Cats Youngster B  | 0:3  |

### Tabelle NLB Gruppe 2
| Pl.                  | Verein                | Sp. | S | U | N | Tore    | Diff. | Punkte |
| -------------------- | --------------------- | --- | - | - | - | ------- | ----- | ------ |
| 1.                   | Zeka Rollers          | 6   | 6 | 0 | 0 | 073:300 | +70   | 18     |
| 2.                   | Iron Cats Youngster B | 6   | 1 | 1 | 4 | 010:340 | −24   | 04     |
| 3.                   | Green Lightning SG    | 6   | 4 | 0 | 2 | 013:300 | −17   | 12     |
| 4.                   | Red Eagles Basel B    | 6   | 0 | 1 | 5 | 006:350 | −29   | 01     |
| Stand: 3. April 2022 |                       |     |   |   |   |         |       |        |

## Finalrunde NLB 1–4
| 21. Mai 2022 Wallisellen |   |                        |     |
| Iron Cats Youngsters A   | – | Red Eagles Basel A     | 2:5 |
| Iron Cats Youngsters A   | – | Iron Cats Youngsters B | 5:1 |
| Red Eagles Basel A       | – | Zeka Rollers           | 7:3 |
| Iron Cats Youngster B    | – | Zeka Rollers           | 0:6 |
| Zeka Rollers             | – | Iron Cats Youngster A  | 4:2 |
| Red Eagles Basel A       | – | Iron Cats Youngster B  | 4:0 |

### Tabelle NLB Finalrunde
| Pl.                 | Verein                | Sp. | S | U | N | Tore    | Diff. | Punkte |
| ------------------- | --------------------- | --- | - | - | - | ------- | ----- | ------ |
| 1.                  | Red Eagles Basel      | 3   | 3 | 0 | 0 | 016:500 | +11   | 09     |
| 2.                  | Zeka Rollers          | 3   | 2 | 0 | 1 | 013:900 | +4    | 06     |
| 3.                  | Iron Cats Youngster A | 3   | 1 | 0 | 2 | 009:100 | −1    | 03     |
| 4.                  | Iron Cats Youngster B | 3   | 0 | 0 | 3 | 001:150 | −14   | 0      |
| Stand: 21. Mai 2022 |                       |     |   |   |   |         |       |        |

## Finalrunde NLB 5–8
| 21. Mai 2022 Wallisellen |   |                       |      |
| Whirldrivers Lausanne    | – | Lucerne Sharks        | 4:6  |
| Grenn Lightning SG       | – | Red Eagles B          | 5:1  |
| Red Eagles Basel B       | – | Whirldrivers Lausanne | 1:6  |
| Lucerne Sharks           | – | Green Lightning SG    | 15:1 |
| Red Eagles B             | – | Lucerne Sharks        | 2:8  |
| Whirldrivers Lausanne    | – | Green Lightning SG    | 10:1 |

### Tabelle NLB Finalrunde
| Pl.                 | Verein                | Sp. | S | U | N | Tore    | Diff. | Punkte |
| ------------------- | --------------------- | --- | - | - | - | ------- | ----- | ------ |
| 5.                  | Lucerne Sharks        | 3   | 3 | 0 | 0 | 029:700 | +22   | 09     |
| 6.                  | Whirldrivers Lausanne | 3   | 2 | 0 | 1 | 020:800 | +12   | 06     |
| 7.                  | Green Lightning SG    | 3   | 1 | 0 | 2 | 007:260 | −19   | 03     |
| 8.                  | Red Eagles B          | 3   | 0 | 0 | 3 | 004:190 | −15   | 0      |
| Stand: 21. Mai 2022 |                       |     |   |   |   |         |       |        |